# 온두라스 렘피라
렘피라(스페인어: lempira)는 온두라스의 통화로 1 렘피라는 100 센타보(centavos)로 나뉜다.
1931년 온두라스는 페소를 대체하기 위한 차원에서 렘피라를 도입했다. "렘피라"라는 이름은 16세기 초반 스페인의 식민 통치에 저항했던 렝카족의 수장인 렘피라를 기념하기 위해 붙여진 이름이다. 5, 10, 20, 50 센타보 동전과 1, 2, 5, 10, 20, 50, 100, 500 렘피라 지폐가 통용된다.